# Pristimantis condor
Pristimantis condor es una especie de anfibio anuro de la familia Craugastoridae.

## Distribución
Esta especie habita entre los 1500 y 9775 m de altitud en la Cordillera del Cóndor y en la Cordillera de Cutucù:
- en Ecuador en la provincia de Morona-Santiago;
- en Perú en la provincia de Condorcanqui en la región de Amazonas y en la región de Tumbes.[4]

## Descripción
Los machos miden de 32.1 a 39.5 mm y las hembras hasta los 59.4 mm.

## Etimología
Se le dio el nombre de su especie en referencia a la ubicación de su descubrimiento, la Cordillera del Cóndor.

## Publicación original
- Lynch & Duellman, 1980 : The Eleutherodactylus of the Amazonian slopes of the Ecuadorian Andes (Anura: Leptodactylidae). Miscellaneous Publication, Museum of Natural History, University of Kansas, vol. 69, p. 1-86[5]